# Durup (Skive)
Durup is een plaats in de Deense regio Midden-Jutland, gemeente Skive. De plaats telt 983 inwoners (2008).